# Italia Centrală
Italia Centrală (în italiană Italia centrale) este partea centrală a peninsulei Italice, situată între Italia de Nord și Italia de Sud. Ea se întinde de la lanțul Apeninilor între orașele La Spezia și Rimini până la granița istorică marcată de Regatul Neapolelui. Granița sudică fiind marcată de cursul râurilor Tronto și Garigliano. Ținutul „Italia Centrală” cuprinde regiunile Toscana, Umbria, Marche și Lazio. Regiunea Abruzzo ca dialect ar aparține de „Italia Centrală” dar din punct de vedere istoric de Italia de Sud. Pe teritoriul Italiei Centrale se află orașele mai mari:
- Florența
- Prato
- Perugia
- Livorno
- Latina
- Terni
- Ancona